# Fata Orlović
Fata Orlović (Hrnčići pokraj Bratunca, 6. kolovoza 1942.), bosanskohercegovačka je aktivistica bošnjačkog podrijetla. 
Poznata je po pravnoj borbi s vlastima Republike Srpske, otkako se po okončanju rata u Bosni i Hercegovini, vratila svojoj kući u Konjević Polje pokraj Bratunca. Naime 2000. godine, povratkom u svoje mjesto, Orlovićeva je na svome imanju zatekla novoizgrađenu pravoslavnu crkvu. Od tada, pa sve do 2021. godine trajala je njezina borba da crkvu ukloni sa svoga posjeda.

## Životopis
Fata je rođena u muslimanskoj bošnjačkoj obitelji, od oca Šabana i majke Zlatke Husejnović u istočnom bosanskohercegovačkom zaseoku Hrnčići na periferiji Bratunca. Nije poznata njezina prava godina rođenja, vjeruje se da je rođena između 1940. i 1943., iako je ona u intervjuu 2013. navela da ima 71 godinu. Udala se za Šaćira Orlovića, s kojim je dobila sedmero djece, od kojih su kćeri Fatima, Zlatka i Senija, a sin Šaban.
Prije rata u Bosni i Hercegovini, Fata je imala četiri kuće i četiri štale. Zajedno s više Bošnjaka koji su živjeli u planinskim selima u dolini Drine, ona je etnički protjerana iz sela od srpske vojne agresije tijekom rata. Njezin muž Šaćir i između 22–28 ostalih članova obitelji ubijeni su, te su ona i njezino sedmero djece postali izbjeglice.
Kada se vratila u Konjević Polje 2000. godine, našla je svoju kuću potpuno srušenu od Srba, a Srpsku pravoslavnu crkvu napravljenu na njezinoj zemlji. Crkva je sagrađena u ljeto 1996., po završetku rata. Fata Orlović se borila uporno da bi izbacila crkvu iz dvorišta, bez obzira na birokratski otpor i tjelesno zastrašivanje. Bila je pretučena u nekoliko navrata. Kada se žalila vlastima, episkop zvorničko-tuzlanski Vasilije Kačavenda ju je optužio da širi nacionalnu mržnju. 
Pokrenula je pravnu tužbu kroz sudove koji su presudili u njezinu korist i protiv episkopa, naređujući da se crkva sruši i ukloni s njezinog posjeda. Iako ju je odvjetnik savjetovao da podnese tužbe za zlostavljanje, povrede i prijetnje smrću koje je dobila, Fata je ipak odlučila ostaviti primjer protivnicima, tvrdeći da: "Mi moramo ostaviti stvari iza sebe, to je najpametnija stvar za uraditi. Ja sam povrijeđena, ali ja ne mogu više da povrijeđujem." Ona je inzistirala da je ponosna na sebe i njezino (sedmero) djece, i na njezine "pametne ali očajne ljude." Ona je rekla da želi poručiti Srbima "Ako niste dobra osoba, postanite. Svi ćemo eventulno pomrijeti, tako da je bolje umrijeti kao dobra osoba nego kao zla."
Godine 2007., Vlada Republike Srpske složila se da financira premještanje crkve. OHR je podržao sporazum pošto bi time pravo Fate Orlović na privatno vlasništvo bilo ispoštovano. Crkva je od tada bila izvan funkcije i čekalo se njezino premještanje. 
Veleposlanstvo SAD-a u Bosni i Hercegovini nominiralo je Fatu Orlović za međunarodnu nagradu "Žena hrabrosti", koja se daje hrabrim ženama koje se bore za svoja prava na nenasilan način. Bosanskohercegovački časopisi Dnevni avaz i Preporod izabrali su 2007. godine Fatu Orlović za osobu godine.
Orlović je isto tako bila subjekt dokumentarca televizije Al Jazeera Balkans u studenome 2012. godine pod nazivom Kuća koju Fata nije izgradila.
Kako je Orlovićeva iscrpila sve mogućnosti u borbi s Republikom Srpskom, žalila se Europskom sudu za ljudska prava, koji je 2019. godine presudio u njezinu korist. Sud je naložio entitetu da ukloni crkvu. To se u konačnici i dogodilo 5. lipnja 2021. godine, kada je crkva u dvorištu Fate Orlović srušena. Srušile su je vlasti Republike Srpske, kako bi ispoštovale presudu Europskog suda za ljudska prava iz 2019. godine. 

## Primjer
Bitka Fate Orlović protiv crkve smatrala se kao test za potencijalno vraćanje vladavine zakona u podijeljenoj Bosni i Hercegovini. Prema Jamesu Rodehaveru, ravnatelju za ljudska prava u OSCE-u u Sarajevu, premještanje crkve trebalo bi biti važan pokazatelj vraćanja vladavine zakona i mogućnost rješavanja ostavštine rata.
Fata Orlović nije bila uznemirena činjenicom da je zgrada na njezinoj zemlji crkva i da se tu Srbi pravoslavci mole. Ona poštuje crkve kao i džamije ali insistira da ako zajednica želi crkvu, onda je treba postaviti na svoju zemlju. Pri poštovanju svih nacija i religija, ona navodi kako ne može dopustiti da ljudi grade na njezinoj zemlji.
Kada je pitaju za oprost, oni koji su je optuživali da širi nacionalnu mržnju prošlosti, ona odbija oprostiti, iako insistira da neće svakako nikoga povrijediti: "Oni su masakrirali do zadnjeg, ubijali sve, sve zakopavali, i sada me pitaju da im oprostim. Neću!"

## Vanjske povezice
- Fata Orlović dočekala pravdu: Srušili bespravnu pravoslavnu crkvu u dvorištu kod Srebrenice